# Demenrichter
Die Demenrichter (von Demos, Gemeinde, in Attika Unterabteilung der 10 Phylen, ursprünglich 100, später 174 an der Zahl) waren im antiken Athen ein Richterkollegium, das privatrechtliche Klagen entschied. Dieses Kollegium wurde von Peisistratos mit 30 Demenrichtern (altgriechisch δικασταί κατὰ δήμους dikastaí katà démous) eingeführt, von Kleisthenes wieder abgeschafft, danach von Ephialtes und Perikles erneut etabliert und nach der Herrschaft der Dreißig Tyrannen (403 v. Chr.) auf 40 Demenrichter erhöht, die sogenannten Vierzig.
Die Vierzig wurden in Athen aus den 10 Phylen ausgelost und bildeten zehn Gerichtshöfe mit jeweils 4 Richtern aus jeder Phyle, die jeweils in der Phyle der Beklagten Recht sprachen, indem sie über Land zogen und vor Ort zu Gericht saßen, um die die zivilen Streitfälle abschließenden Urteile zu fällen. Aristoteles betont die praktische Seite dieser Regelung, weil die Landbevölkerung so nicht in die Stadt ziehen musste, um eine Klage einzureichen. Zur Zeit des Peisistratos, in der die Richter als Einzelrichter durchs Land zogen, waren damit aber auch die Ablösung der von lokalen Aristokraten wahrgenommenen Gerichtsbarkeit und die Durchdringung der ländlichen Gebiete mit einem Organ zentraler Staatlichkeit verbunden. Peisistratos selbst soll, laut Aristoteles, in dieser Funktion in die abgelegenen ländlichen Gebiete gereist sein.
Die Prozessordnung schrieb vor, dass die Tätigkeit der Demenrichter zumindest ab der Zeit der Vierzig auf einen Streitwert von 10 Drachmen beschränkt war, betraf also Bagatellfälle der kleinen Leuten, darüber hinausgehende Streitwertsummen mussten den Schiedsrichtern (diaitetaí) übergeben werden. Als weitere Aufgabe teilten sie phylenweise per Auslosung den Diaitetai die Fälle zu, die diese in ihrer Amtszeit übernehmen und abschließen mussten.